# ألفا روميو 146
ألفا روميو 146 (بالإنجليزية: Alfa Romeo 146)‏هي سيارة عائلية صغيرة يتم إنتاجها من قبل شركة ألفا روميو الإيطالية.